# Campeonato Mundial de Snooker de 1985
El Campeonato Mundial de Snooker de 1985 (conocido en inglés y por motivos de patrocinio como 1985 Embassy World Snooker Championship) fue un torneo de snooker profesional y de ranking celebrado entre el 12 y el 28 de abril de 1985 en el Crucible Theatre de la ciudad inglesa de Sheffield. Organizado por la World Professional Billiards and Snooker Association (WPBSA), fue el noveno Campeonato Mundial de Snooker que se disputó de forma consecutiva en el Crucible, que había acogido una edición por primera vez en 1977. Días antes, entre el 29 de marzo y el 5 de abril, ochenta y siete jugadores participaron en el Preston Guild Hall en un clasificatorio de cinco rondas para dilucidar qué dieciséis se unían a los dieciséis cabezas de serie invitados de forma automática. La BBC se encargó de retransmitir en el Reino Unido el torneo, patrocinado por Embassy, manufacturera de cigarrillos. La suma de los premios alcanzó el cuarto de millón de libras esterlinas, el total más alto hasta la fecha para un campeonato de este deporte; de igual manera, el ganador recibió 60 000, guarismos también de récord.
Steve Davis llegaba a Sheffield como defensor del título de campeón mundial que había ganado en la temporada anterior, el tercero de su palmarés. En la final, que se disputó al mejor de treinta y cinco mesas, se midió con el norirlandés Dennis Taylor. Si bien Davis amasó una ventaja de 9-1, Taylor se recompuso y consiguió llevar el partido hasta el 17-17, lo que forzó una mesa decisiva. La trigésimo quinta y última llegó hasta la postrera bola negra, lo que suponía que el que lograra embocarla se haría con el título. Habiendo fallado ambos jugadores en dos ocasiones, Taylor consiguió conducir la bola a la tronera y se hizo así con el que sería su único campeonato del mundo. Son varios los autores que destacan el partido —para el que se acuñó el término de «final de la bola negra»— como el más conocido de la historia del snooker y le achacan el auge de su popularidad a lo largo de las décadas de 1980 y 1990.
El canadiense Bill Werbeniuk se hizo en la primera ronda con la tacada más alta del torneo, de 143. Hubo un total de catorce centenas, veinticuatro si se suman las diez amasadas durante las rondas clasificatorias. Fue, además, el primer torneo de snooker en el que se prohibió expresamente el consumo de sustancias para mejorar el rendimiento, lo que obligó a someter a todos los jugadores que llegaron a la fase final a una prueba de drogas. La final disputada por Davis y Taylor logró reunir a 18,5 millones de espectadores durante la última mesa, ya bien entrada la noche, lo que convirtió a la retransmisión en la más vista de la historia del Reino Unido más allá de la medianoche; rompió, asimismo, el récord en dos categorías más al convertirse en la retransmisión deportiva más vista y en el programa de la BBC Two con más espectadores congregados frente a la pantalla.

## Organización

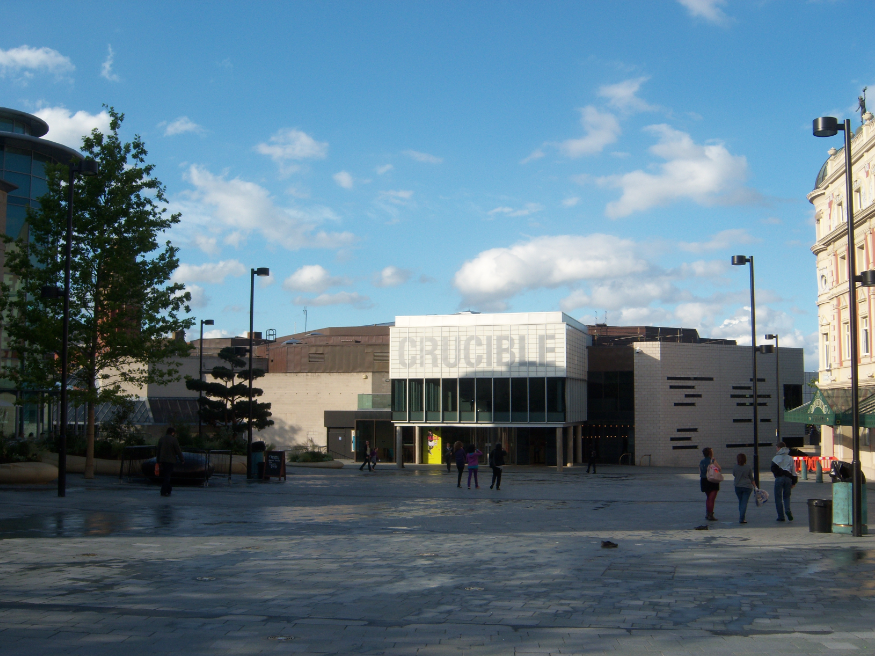
El Crucible Theatre de la ciudad inglesa de Sheffield viene acogiendo la fase final del torneo desde 1977

El Campeonato Mundial de Snooker es un torneo profesional y hace las veces de campeonato mundial de ese deporte. Concebido a finales del siglo XIX por soldados británicos destinados en la India, el snooker ya era popular en el Reino Unido antes de expandirse hacia Europa y los países de la Mancomunidad de Naciones. Hoy en día, se juega en todo el mundo, con especial incidencia en el este y el sureste del continente asiático, en países como China, Hong Kong y Tailandia.
La World Professional Billiards and Snooker Association (conocida por sus siglas, WPBSA) se encarga de la organización del torneo, en el que se miden treinta y dos jugadores, en partidos que se juegan bajo un sistema de eliminación directa al mejor de varias mesas. La mitad de los jugadores se elige de acuerdo con el ranking, mientras que los otros dieciséis han de conseguir un billete en las rondas clasificatorias previas. Joe Davis salió vencedor de la primera edición del torneo, cuya final se disputó en 1927 en el Camkin's Hall de la ciudad inglesa de Birmingham. Desde 1977, es el Crucible Theatre de Sheffield, también en Inglaterra, el que acoge los partidos de la fase final. En la edición previa, la de 1984, Steve Davis se había impuesto en la final a su compatriota Jimmy White con un marcador de 18-16, lo que le había convertido en triple campeón, pues ya se había hecho con el trofeo en las ediciones de 1981 y 1983. El vencedor de esta edición de 1985 recibiría un premio de 60 000 libras esterlinas, mientras que el cómputo total de remuneraciones ascendería hasta las 250 000, la cifra más alta hasta la fecha para un torneo de snooker.
Fue la primera ocasión en la que se obligó a los participantes de un evento del circuito de snooker a someterse a análisis de drogas, tal y como había requerido la WPBSA el 9 de abril de 1985 a raíz de la propuesta de Barry Hearn, miembro de la junta directiva. La BBC, que disponía de los derechos televisivos para la retransmisión del torneo en el Reino Unido, emitió a lo largo de la quincena más de noventa horas de contenido, a las que dedicó tres millones de libras. Embassy, empresa manufacturera de cigarrillos, patrocinó la cita.

### Formato
El campeonato, último evento de ranking de la temporada 1984-1985, se celebró entre el 12 y el 28 de abril de 1985 en el Crucible Theatre de Sheffield, que lo acogía por novena ocasión consecutiva. De los ciento tres jugadores que participaron, todos ellos parte del World Snooker Tour, dieciséis ya tenían plaza directa en la fase final como cabezas de serie, por lo que los ochenta y siete restantes hubieron de disputarse las dieciséis restantes. Para ello, entre el 29 de marzo y el 5 de abril, se organizó una fase clasificatoria de cinco rondas, que se jugaron en el Preston Guild Hall. El sorteo de las eliminatorias del torneo se llevó a cabo en el hotel Savoy londinense el 16 de enero de 1985.
Como defensor del título, Steve Davis llegó al torneo como primer cabeza de serie, mientras que los otros quince puestos se repartieron de acuerdo con el ranking mundial correspondiente a aquella temporada. Los partidos de la primera ronda se jugaron al mejor de diecinueve mesas; con el paso de las rondas, el número necesario de mesas para ganar el partido fue aumentando: trece en la segunda y los cuartos de final, dieciséis en las semifinales y dieciocho en la final.
A la fase final, celebrada en el Crucible, llegaron seis jugadores que ya habían ganado el torneo con anterioridad: Ray Reardon, vencedor de las ediciones de 1970, 1973, 1974, 1975, 1976, 1978; Steve Davis, de 1981, 1983 y 1984; John Spencer, de 1969, 1971 y 1977; Alex Higgins, de 1972 y 1982; Cliff Thorburn, de 1980, y Terry Griffiths, de 1979. Al mismo tiempo, fueron cuatro los jugadores que debutaron en un campeonato mundial, todos ellos con una plaza que consiguieron a través de las rondas clasificatorias: Dene O'Kane, Eugene Hughes, Tony Jones y Wayne Jones.

### Premios
El campeonato repartió un total de 250 000 libras esterlinas en premios, lo que supuso un incremento del 25 % con respecto a la edición anterior; el ganador, por su parte, recibiría 60 000, esto es, 16 000 más que en la edición previa. Los guarismos del premio eran de récord, pues ninguna competición de snooker había repartido tanto dinero hasta la fecha. Así se distribuyó:
- ganador: 60 000 libras esterlinas
- subcampeón: 35 000
- semifinalistas: 20 000
- cuartos de final: 10 000
- octavos de final: 5250
- dieciseisavos de final: 2500
- subcampeón del cuadro en las rondas clasificatorias: 1500
- tercer clasificado en aquellas rondas: 750
- tacada más alta del torneo: 6000
- 147: 60 000

## Desarrollo del torneo

### Rondas clasificatorias
Las rondas clasificatorias del torneo se jugaron entre el 29 de marzo y el 5 de abril en el Preston Guildhall. Se optó por un sistema de eliminación directa para elegir a dieciséis jugadores de los ochenta y siete que se habían presentado. En la primera ronda, y para rebajar el número de participantes a ochenta y equilibrar el cuadro, se jugaron apenas siete partidos. Cada una de las otras cuatro rondas clasificatorias se compuso de dieciséis partidos, de tal manera que los ganadores de cada ronda se medían a dieciséis de mayor ranking que ya habían avanzado automáticamente a la siguiente. Los dieciséis jugadores que prevalecieran tras la quinta y última se medirían a los dieciséis cabezas de serie en la primera ronda de la fase final.
Todos los partidos de clasificación se jugaron al mejor de diecinueve mesas. John Dunning, que se estrenó en este torneo en la tercera ronda, jugó entonces el que fue su primer partido desde que sufriera un infarto agudo de miocardio en el Grand Prix 1984; perdió 6-10 frente a Wayne Jones. Danny Fowler consiguió la tacada más alta del clasificatorio con un 137 en su victoria por 10-0 frente a Jim Donnelly en la cuarta ronda, pero cayó derrotado frente a John Parrott en la quinta, con un resultado de 2-10. Fred Davis, ocho veces campeón entre 1948 y 1956, tenía ya por entonces 71 años, pero consiguió vencer a Robert Chaperon (10-9) en la cuarta ronda, aunque luego perdió 6-10 contra Rex Williams en la quinta y última.

### Primera ronda
En la primera ronda de la fase final, disputada entre el 12 y el 17 de abril, compitieron treinta y dos jugadores en un total de dieciséis partidos que se disputaron al mejor de diecinueve mesas, repartidas en dos sesiones; en todos los partidos se medían un cabeza de serie y un jugador clasificado a través de las rondas previas. El primer partido lo protagonizaron Tony Knowles, segundo cabeza de serie, y Tony Jones. El primero consiguió llevarse las cuatro primeras mesas, pero vio cómo su rival contraatacaba para poner el 4-4 en el marcador. Si bien Jones se llevó cuatro de las siguientes cinco mesas para lograr una ventaja de 8-5, acabaría cayendo derrotado con un 8-10. Knowles fue, además, el primer jugador que se hubo de someter a un análisis de drogas como parte de la iniciativa que perseguía acabar con cualquier rastro de sustancias diseñadas para potenciar el rendimiento de los jugadores.
El periódico Daily Star publicó una serie de artículos que versaban sobre el consumo de drogas; los habría sustentado sobre unos comentarios proferidos por Silvino Francisco. Francisco, que llegó a ir perdiendo 1-8 frente a Dennis Taylor en su partido de primera ronda, acabaría por caer eliminado, 2-10. En una rueda de prensa que se celebró inmediatamente después del encuentro, Rex Williams, presidente de World Snooker, aseveró que no había pruebas que demostrasen el consumo de drogas entre los jugadores, y Francisco se disculpó ante Kirk Stevens —cuyo nombre había figurado en los artículos del Daily Star— y sostuvo que las afirmaciones que se habían vertido en prensa eran una «mentira absoluta».
Steve Davis, primer cabeza de serie y vigente campeón, se hizo con su plaza en la segunda ronda al imponerse a Neal Foulds por diez mesas a ocho. Tan solo vencieron dos de los jugadores que habían llegado a la fase final a través de las rondas clasificatorias: Patsy Fagan ganó 10-6 a Willie Thorne, duodécimo cabeza de serie, y John Parrott le endosó un 10-3 a John Spencer, que había llegado a Sheffield como decimotercer cabeza de serie. Poco después del torneo, los médicos le diagnosticaron miastenia grave a Spencer, que, con la vista mermada, tan solo había logrado ganar dos partidos en toda la temporada. Ray Reardon, seis veces campeón y quinto cabeza de serie, se enfrentó a Eugene Hughes; aunque había perdido contra él ya en dos ocasiones durante aquella temporada, consiguió vencerle esta vez, 10-9.
Alex Higgins, noveno cabeza de serie, y Dean Reynolds se midieron en un partido de baja puntuación, hasta tal punto que ningún jugador logró amasar una tacada de más de treinta puntos en las tres primeras mesas. Reynolds apenas consiguió ganar la quinta de la primera sesión, y Higgins se hizo con una cómoda ventaja de 8-1 que supo administrar para acabar ganando 10-4. John Virgo, que al cabo de la primera sesión aventajaba a Tony Meo, décimo cabeza de serie, por 5-4, solo pudo hacerse con una mesa de la segunda sesión y cayó derrotado, 6-10. En la rueda de prensa que siguió al partido, dijo: «No creo que Tony haya jugado lo suficientemente bien para ganarme. Me han ganado las propias bolas. Es lo mismo que me ha pasado en los últimos seis años. No puedo explicarlo. Entreno duro. Juego bien, pero a veces no basta con eso. Se necesita mucha suerte en este deporte y yo no he tenido nada».
Si bien Kirk Stevens, cuarto cabeza de serie, se impuso a Ray Edmonds con un marcador de 10-8, el comentarista Clive Everton señaló que su nivel de juego no era propio de su categoría y que Edmonds le había hecho tener que aplicarse. En una primera sesión pausada, de ritmo lento, Rex Williams y Terry Griffiths, octavo cabeza de serie, apenas alcanzaron a jugar siete de las nueve mesas que se habían previsto; al cabo de tres horas y treinta y ocho minutos, Griffiths aventajaba a su rival 6-1; finalmente, ganó el partido 10-3. Bill Werbeniuk, decimocuarto cabeza de serie, no había ganado un solo partido en toda la temporada, pero logró imponerse ante Joe Johnson con un resultado de 10-8, y además se anotó en la décima mesa una tacada de 143, que escaló al tercer puesto de las más altas de toda la historia del torneo.
Cliff Thorburn, tercer cabeza de serie, derrotó a Mike Hallett por diez mesas a ocho; Dough Mountjoy, decimoquinto, se impuso a Murdo MacLeod por 10-5; David Taylor, decimosexto, venció a Dene O'Kane 10-4, y Eddie Charlton, sexto, eliminó a su compatriota australiano John Campbell al endosarle un 10-3.

### Segunda ronda
La segunda ronda, disputada entre el 18 y el 22 de abril, la conformaron ocho partidos decididos al mejor de veinticinco mesas. Steve Davis fue 3-0 y 6-3 por delante en el marcador frente a David Taylor y se hizo con siete de las ocho mesas de la segunda sesión para firmar un resultado final de 13-4, con una centena (de 100) en la octava mesa y otra (de 105) en la undécima. Alex Higgins y Terry Griffiths llegaron igualados al 5-5, pero el segundo despegó en la segunda sesión, consiguió una ventaja de 10-6 y se hizo con tres de las primeras cuatro mesas de la sesión final para cerrar un 13-7. John Parrot adquirió una temprana ventaja de 6-2 frente a Kirk Stevens en la primera sesión y le ganó 13-6.
Ray Reardon y Patsy Fagan llegaron empatados al final de la primera sesión, con 4-4 en el marcador, pero Reardon se puso después 7-5 por delante. Un fluke con la bola negra le permitió llevarse la decimotercera mesa (8-5), y mantuvo su ventaja hasta el 12-9. En la vigésimo segunda mesa, cuando tenía una ventaja de puntos considerable, perdió la suela. Si bien el reglamento le habría permitido disponer de un cuarto de hora para repararla, Fagan se ofreció a prestarle su taco, Reardon aceptó compartirlo y le ganó. Cliff Thorburn apenas necesitó dos sesiones para deshacerse de Bill Werbeniuk, compatriota suyo. También se enfrentaron en la segunda ronda Dennis Taylor y Eddie Charlton, ambos finalistas en pasada ediciones; ganó el primero, 13-6. Jimmy White, séptimo cabeza de serie, se impuso a Tony Meo por trece mesas a once en un partido que llegó a ir empatado a diez. En el último partido de la segunda ronda, Tony Knowles resultó vencedor de su encuentro con Doug Mountjoy (13-6).

### Cuartos de final
Los cuartos de final se jugaron el 23 y el 24 de abril, en partidos al mejor de veinticinco mesas. Terry Griffiths abrió su partido contra Steve Davis con una ventaja de 4-0, pero la primera sesión acabó con empate a cuatro. Davis se hizo después con seis de las ocho mesas de la segunda sesión para poner el 10-6 en el marcador. En la primera mesa de la tercera sesión, Griffiths cometió una falta por tocar una bola con el chaleco, y esto le permitió a Davis componer una tacada de ochenta puntos para ganarla. A esos ochenta puntos les siguieron otras dos mesas ganadas, de modo que acabó ganando por trece a seis y alcanzó la semifinal del campeonato por cuarta vez. John Parrott también ganó las cuatro primeras mesas de su partido contra Ray Reardon y se hizo con una ventaja de 5-3 al final de la primera sesión, que luego ampliaría hasta el 9-5, pero falló la bola verde en dos mesas seguidas y su ventaja se estrechó hasta las dos mesas de diferencia, con el 9-7 en el marcador. Reardon prolongó el contraataque y ganó las cinco primeras mesas de la tercera sesión —siete seguidas, en total— para ponerse 12-9 por delante, pero Parrott se hizo con las tres siguientes y forzó la vigesimoquinta y definitiva. Con tan solo una bola roja sobre la mesa, Parrott tenía una ventaja de siete puntos; Reardon consiguió dejar en situación de snooker a Parrott y le sacó una bola libre que le permitió llevarse el partido con una tacada final de treinta y un puntos.
En el partido entre Dennis Taylor y Cliff Thorburn, el bajo ritmo de juego provocó que solo se jugasen seis de las ocho mesas previstas para la primera sesión: Taylor se hizo con una ventaja inicial de 4-0 y la sesión terminó 4-2. Clive Everton, en un artículo escrito para The Guardian, alabó el «elevado nivel del juego táctico» y apuntó que la sesión, si bien lenta, había sido interesante. El ritmo no cambió para la segunda, y el partido hubo de posponerse a la 1:21 de la madrugada, tras nueve horas y tres cuartos de juego, con Taylor 10-5 por delante en el marcador. Al retomarlo, ganó tres mesas consecutivas (13-5) y alcanzó así la que era la quinta semifinal para él. Concluido el partido, Thorburn dijo que tanto él como su rival eran culpables de la parsimonia con la que se había desarrollado el partido: «No soy el único que ha jugado a lo seguro. Si hubiese jugado bien, habría sido el partido más largo de la historia». Apenas hubo una tacada de más de cincuenta puntos en todo el partido, y la consiguió Taylor en la última mesa.
El segundo cabeza de serie, Tony Knowles, se enfrentó a Jimmy White, frente al que logró una ventaja de cinco mesas a tres al cabo de la primera sesión. Durante estas primeras mesas, consiguió construir una tacada de 137 puntos, aun habiendo fallado la última bola negra, que habría elevado el conteo hasta los 144 y la habría convertido en la más alta de todo el torneo. Consiguió mantener la ventaja durante la segunda sesión, que acabó con un 9-7 en el marcador, a pesar de que White estuvo en dos ocasiones a una sola bola de restaurar el empate. A la vuelta del descanso, Knowles ganó dos mesas consecutivas, pero White se llevó la decimonovena con una negra recolocada. Sin embargo, Knowles se mantuvo firme ante la presión ejercida por White y se llevó el partido por 13-10.

### Semifinales

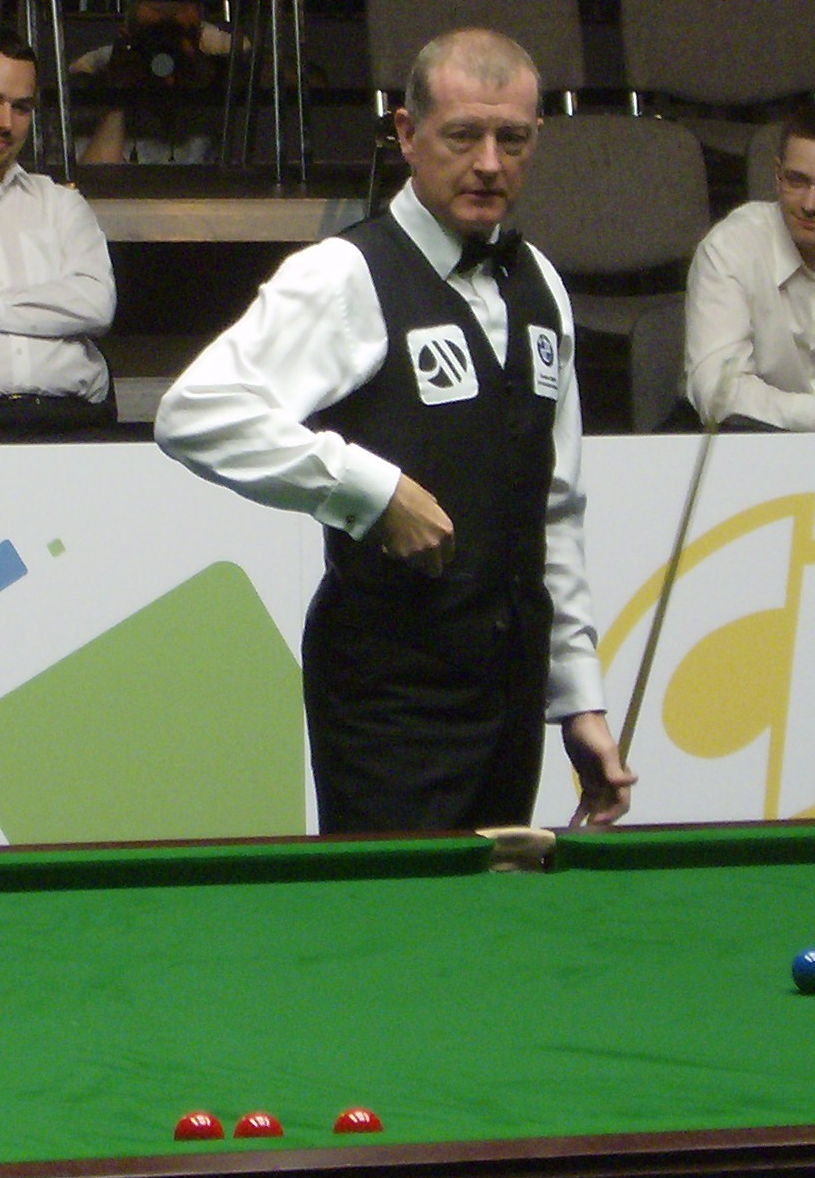
Steve Davis (en la fotografía, de 2007) llegó a Sheffield como defensor del título y alcanzó la final tras derrotar a Ray Reardon en un partido en el que consiguió la centésima centena de la historia del Crucible

Las semifinales se disputaron el 25 y 26 de abril, en cuatro sesiones y al mejor de treinta y un mesas. El vigente campeón, Steve Davis, apenas necesitó tres sesiones para imponerse a Ray Reardon por 16-5. Este último, la persona más anciana de la historia en alcanzar una semifinal del Campeonato Mundial de Snooker, no logró desplegar el juego que le había permitido imponerse a Parrott. Si el juego defensivo había sido lo que en gran parte le había permitido imponerse a los rivales en las rondas previas, la versatilidad de Davis desde larga distancia le granjeó muchas oportunidades a lo largo del enfrentamiento. Janice Hale escribió en la revista Snooker Scene que el partido estuvo en todo momento rodeado de «un aire de inevitabilidad», con Davis con pleno control. En el camino hacia la victoria, consiguió la centésima centena de la historia del Crucible, una tacada de 106 en la decimotercera mesa. Al ganar, alcanzó la final del torneo por tercera edición consecutiva.
En la otra semifinal, Tony Knowles consiguió a ganarle las dos primeras mesas a Dennis Taylor, pero solo sería capaz de llevarse tres más en todo lo que restaba del partido; al final de la segunda sesión, ya iba 10-5 por debajo, y Taylor procedió a llevarse seis mesas consecutivas para cerrar el partido sin necesidad de jugar una cuarta sesión. Knowles, que había llegado a Sheffield en un puesto de ranking superior al de su rival, esperaba ganar, pero, al igual que Reardon, tampoco acertó a desplegar el juego que le había conducido hasta la semifinal y cayó derrotado por la misma diferencia, 16-5. Tras el partido, se mostró incrédulo y, según Taylor, se había enfadado y que se había precipitado en algunos tiros. Al año siguiente, Knowles también perdería en las semifinales, en aquella ocasión contra Joe Johnson, que se llevó el trofeo.

### Final

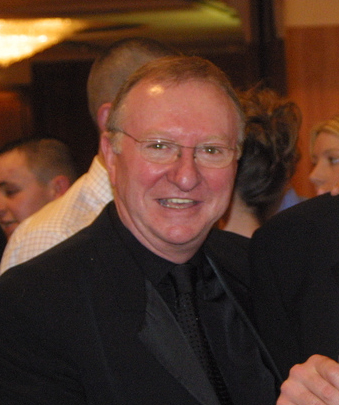
Dennis Taylor (en la fotografía, de 2004) ganó el torneo al embolsar la última bola negra

Steve Davis y Dennis Taylor se enfrentaron en la final, que se disputó en cuatro sesiones y al mejor de treinta y cinco mesas entre el 27 y el 28 de abril. Era la cuarta vez que Davis llegaba al partido decisivo, pues había ganado el título en 1981, 1983 y 1984; Taylor, por su parte, había perdido en la final de 1979 contra Terry Griffiths, con un marcador de 16-24. Hasta entonces, los dos jugadores se habían encontrado en dos ocasiones en el torneo: Taylor había vencido en el partido de primera ronda de 1979 y Davis se había llevado la semifinal de 1984.
Taylor inauguró el partido con una tacada de cincuenta puntos en la primera mesa, pero Davis remontó, se llevó esa mesa y luego ganó también las seis siguientes para poner el 7-0 en el marcador. Al arranque de la segunda sesión, ganó también la octava mesa y llegó a estar incluso por delante en el noveno, pero falló la bola verde en un tiro cortado. El propio Davis y otros autores han señalado a posteriori que este fallo cambió por completo el devenir de la final, pues le permitió a Taylor inaugurar el marcador y, si bien Davis se llevó la siguiente mesa para instalar el 9-1, Taylor ganaría los seis siguientes de forma consecutiva, de tal manera que recortó distancia y cerró la segunda sesión con un 7-9. En la segunda jornada, consiguió empatar a once primero y a quince después, pero no llegó a estar por delante en ningún momento. Davis ganó después dos mesas consecutivas y se puso 17-15, a una sola mesa más de proclamarse campeón. Sin embargo, Taylor se llevó la trigésima quinta y amasó en la siguiente una tacada de más de cincuenta puntos para empatar a diecisiete y forzar el desempate final.
La última mesa se prolongó durante más de una hora, lo que provocó que acabara más allá de la medianoche (BST). Cuando apenas quedaban cuatro bolas con las que jugar, Davis tenía una ventaja de 62-44, de modo que Taylor necesitaba embocarlas todas para ganar el partido. Acometió tres tiros difíciles y entroneró la marrón, la azul y la rosa, por lo que la negra determinaría quién se hacía con el galardón. Puesto que la negra estaba en un lugar seguro, ambos jugadores trataron de entronerarla con un double, pero ninguno tuvo éxito. La primera oportunidad real de cerrar el partido le llegó a Taylor, que tuvo ocasión de jugar un tiro a distancia a una de las troneras de la banda corta inferior, pero falló; según Jim Meadowcroft, que comentaba el partido, aquel fue «el tiro más importante de su vida». Habiendo fallado, a Davis le quedó la negra para jugarla a la tronera de la esquina superior izquierda; había de cortarla, y falló de nuevo. «Es realmente increíble», proclamó Ted Lowe, que también comentaba el partido. Justo después, Taylor embolsó la negra y ganó el partido y el campeonato; hasta entonces, no había estado por delante en el marcador en ningún momento de toda la final. La final consiguió congregar a 18,5 millones de espectadores frente a la BBC Two, cuya retransmisión concluyó a las 12:23 de la madrugada. Ninguna otra emisión ha conseguido tales cifras de audiencia más allá de la medianoche; tampoco ningún otro programa de la BBC Two. El partido se suele referir como la «final de la bola negra».
Habiendo desaparecido la bola negra por la tronera, Taylor elevó el taco, movió el dedo índice y besó el trofeo de campeón. En una entrevista de 2009, dijo que el gesto del dedo iba dedicado a su «buen colega» Trevor East, al que le había dicho antes del partido que lo iba a ganar. En la rueda de prensa que se celebró inmediatamente después del partido, aseveró que aquel había sido el mejor momento de su vida. Le dedicó la victoria a su difunta madre, que había fallecido el año anterior. La pérdida le había alejado de las mesas de snooker y, de hecho, se había retirado del International Open de 1984, pero familiares y amigos le habían convencido al fin de que jugara de nuevo; así las cosas, había reaparecido en el Grand Prix y se había hecho con el primer título profesional de su carrera al derrotar a Cliff Thorburn en la final.

## Resultados

### Rondas clasificatorias
Las rondas clasificatorias, un total de cinco, se jugaron entre el 29 de marzo y el 5 de abril en el Preston Guildhall.

#### Primera ronda
| Jugador         | Resultado | Jugador         |
| --------------- | --------- | --------------- |
| Gino Rigitano   | 10-9      | Dessie Sheehan  |
| Dene O'Kane     | w.o.      | Jack McLaughlin |
| Steve Longworth | 10-1      | James Giannaros |
| Bob Chaperon    | 10-7      | Roger Bales     |
| Dennis Hughes   | 10-5      | Doug French     |
| Mike Hines      | 10-8      | Tony Chappel    |
| Danny Fowler    | 10-0      | John Hargreaves |

#### Rondas segunda, tercera, cuarta y quinta
En cada ronda del clasificatorio iban accediendo al torneo jugadores de puesto superior en el ranking. Aquellos que resultaron campeones de la quinta ronda (resaltados en negrita en la columna de más a la derecha) son los dieciséis que se clasificaron para enfrentarse a los dieciséis cabezas de serie que ya tenían una plaza automática en la fase final:
| Segunda ronda (al mejor de 19 mesas) | Segunda ronda (al mejor de 19 mesas) | Tercera ronda (al mejor de 19 mesas) | Tercera ronda (al mejor de 19 mesas) | Cuarta ronda (al mejor de 19 mesas) | Cuarta ronda (al mejor de 19 mesas) | Quinta ronda (al mejor de 19 mesas) | Quinta ronda (al mejor de 19 mesas) |
| Bob Harris                           | 4                                    | Billi Kelly                          | 6                                    | Mick Fisher                         | 2                                   | Neal Foulds                         | 10                                  |
| Gino Rigitano                        | 10                                   | Gino Rigitano                        | 10                                   | Gino Rigitano                       | 10                                  | Gino Rigitano                       | 8                                   |
|                                      |                                      |                                      |                                      |                                     |                                     |                                     |                                     |
| Vic Harris                           | 5                                    | Frank Jonik                          | 5                                    | Les Dodd                            | 7                                   | Dave Martin                         | 8                                   |
| Dene O'Kane                          | 10                                   | Dene O'Kane                          | 10                                   | Dene O'Kane                         | 10                                  | Dene O'Kane                         | 10                                  |
|                                      |                                      |                                      |                                      |                                     |                                     |                                     |                                     |
| Graham Cripsey                       | 8                                    | Jimmy van Rensberg                   | 10                                   | Marcel Gauvreau                     | 10                                  | Dean Reynolds                       | 10                                  |
| Steve Longworth                      | 10                                   | Steve Longworth                      | 7                                    | Jimmy van Rensberg                  | 9                                   | Marcel Gauvreau                     | 1                                   |
|                                      |                                      |                                      |                                      |                                     |                                     |                                     |                                     |
| Leon Heywood                         | 1                                    | Paddy Morgan                         | 3                                    | Fred Davis                          | 10                                  | Rex Williams                        | 10                                  |
| Bob Chaperon                         | 10                                   | Bob Chaperon                         | 10                                   | Bob Chaperon                        | 9                                   | Fred Davis                          | 9                                   |
|                                      |                                      |                                      |                                      |                                     |                                     |                                     |                                     |
| Steve Newbury                        | 10                                   | Pascal Burke                         | 3                                    | George Scott                        | 2                                   | Eugene Hughes                       | 10                                  |
| Dennis Hughes                        | 9                                    | Steve Newbury                        | 10                                   | Steve Newbury                       | 10                                  | Steve Newbury                       | 6                                   |
|                                      |                                      |                                      |                                      |                                     |                                     |                                     |                                     |
| Paul Watchorn                        | 4                                    | Matt Gibson                          | 10                                   | Patsy Fagan                         | 10                                  | Cliff Wilson                        | 9                                   |
| Mike Hines                           | 10                                   | Mike Hines                           | 7                                    | Matt Gibson                         | 8                                   | Patsy Fagan                         | 10                                  |
|                                      |                                      |                                      |                                      |                                     |                                     |                                     |                                     |
| Gerry Watson                         | w.o.                                 | Joe Caggianello                      | w.o.                                 | Jim Donnelly                        | 0                                   | John Parrott                        | 10                                  |
| Danny Fowler                         | w.o.                                 | Danny Fowler                         | w.o.                                 | Danny Fowler                        | 10                                  | Danny Fowler                        | 2                                   |
|                                      |                                      |                                      |                                      |                                     |                                     |                                     |                                     |
| Robby Foldvari                       | w.o.                                 | Bill Oliver                          | 3                                    | Ray Edmonds                         | 10                                  | Mark Wildman                        | 7                                   |
| Paul Thornley                        | w.o.                                 | Robby Foldvari                       | 10                                   | Robby Foldvari                      | 3                                   | Ray Edmonds                         | 10                                  |
|                                      |                                      |                                      |                                      |                                     |                                     |                                     |                                     |
| Dave Chalmers                        | 10                                   | Eddie McLauglin                      | 9                                    | Ian Black                           | 4                                   | Mike Hallett                        | 10                                  |
| David Greaves                        | 3                                    | Dave Chalmers                        | 10                                   | Dave Chalmers                       | 10                                  | Dave Chalmers                       | 1                                   |
|                                      |                                      |                                      |                                      |                                     |                                     |                                     |                                     |
| Geoff Foulds                         | 10                                   | Clive Everton                        | 2                                    | Colin Roscoe                        | 7                                   | Joe Johson                          | 10                                  |
| Maurice Parkin                       | 6                                    | Geoff Foulds                         | 10                                   | Geoff Foulds                        | 10                                  | Geoff Foulds                        | 6                                   |
|                                      |                                      |                                      |                                      |                                     |                                     |                                     |                                     |
| Paul Medati                          | 10                                   | Ian Williamson                       | 8                                    | Warren King                         | 9                                   | Silvino Francisco                   | 10                                  |
| Bernard Bennett                      | 4                                    | Paul Medati                          | 10                                   | Paul Medati                         | 10                                  | Paul Medati                         | 7                                   |
|                                      |                                      |                                      |                                      |                                     |                                     |                                     |                                     |
| Ian Anderson                         | 10                                   | Paddy Browne                         | 10                                   | Mario Morra                         | 10                                  | John Campbell                       | 10                                  |
| Tony Kearney                         | 8                                    | Ian Anderson                         | 5                                    | Paddy Browne                        | 6                                   | Mario Morra                         | 9                                   |
|                                      |                                      |                                      |                                      |                                     |                                     |                                     |                                     |
| Wayne Jones                          | 10                                   | John Dunning                         | 6                                    | Mike Watterson                      | 5                                   | Graham Miles                        | 8                                   |
| John Rea                             | 3                                    | Wayne Jones                          | 10                                   | Wayne Jones                         | 10                                  | Wayne Jones                         | 10                                  |
|                                      |                                      |                                      |                                      |                                     |                                     |                                     |                                     |
| Malcolm Bradley                      | 10                                   | Bernie Mikkelsen                     | 9                                    | Jim Wych                            | 10                                  | John Virgo                          | 10                                  |
| Derek Mienie                         | 4                                    | Malcolm Bradley                      | 10                                   | Malcolm Bradley                     | 7                                   | Jim Wych                            | 4                                   |
|                                      |                                      |                                      |                                      |                                     |                                     |                                     |                                     |
| Peter Francisco                      | 10                                   | Tommy Murphy                         | 4                                    | Jim Meadowcroft                     | 5                                   | Murdo MacLeod                       | 10                                  |
| Bert Demarco                         | 4                                    | Peter Francisco                      | 10                                   | Peter Francisco                     | 10                                  | Peter Francisco                     | 7                                   |
|                                      |                                      |                                      |                                      |                                     |                                     |                                     |                                     |
| Tony Jones                           | 10                                   | Steve Duggan                         | 8                                    | Jazk Fitzmaurice                    | 4                                   | Eddie Sinclair                      | 2                                   |
| Mike Darrington                      | 2                                    | Tony Jones                           | 10                                   | Tony Jones                          | 10                                  | Tony Jones                          | 10                                  |

### Cuadro de la fase final
Se muestran a continuación los resultados de cada ronda de la fase final de la competición. Los números encerrados entre paréntesis indican que aquel jugador fue cabeza de serie y la posición de ranking con la que accedió automáticamente al torneo.
|  | primera ronda (mejor de 19) | primera ronda (mejor de 19) |                      |    | segunda ronda (mejor de 25) | segunda ronda (mejor de 25) |  |  | cuartos de final (mejor de 25) | cuartos de final (mejor de 25) |  |  | semifinales (mejor de 31) | semifinales (mejor de 31) |  |  | final (mejor de 35) | final (mejor de 35) |
|  |                             |                             |                      |    |                             |                             |  |  |                                |                                |  |  |                           |                           |  |  |                     |                     |
|  | 12 de abril                 |                             |                      |    |                             |                             |  |  |                                |                                |  |  |                           |                           |  |  |                     |                     |
|  |                             |                             |                      |    |                             |                             |  |  |                                |                                |  |  |                           |                           |  |  |                     |                     |
|  | Steve Davis (1)             | 10                          |                      |    |                             |                             |  |  |                                |                                |  |  |                           |                           |  |  |                     |                     |
|  | Steve Davis (1)             | 10                          | 17 y 18 de abril     |    |                             |                             |  |  |                                |                                |  |  |                           |                           |  |  |                     |                     |
|  | Neal Foulds                 | 8                           |                      |    |                             |                             |  |  |                                |                                |  |  |                           |                           |  |  |                     |                     |
|  | Neal Foulds                 | 8                           | Steve Davis (1)      | 13 |                             |                             |  |  |                                |                                |  |  |                           |                           |  |  |                     |                     |
|  | 12 y 13 de abril            |                             | Steve Davis (1)      | 13 |                             |                             |  |  |                                |                                |  |  |                           |                           |  |  |                     |                     |
|  |                             | David Taylor (10)           | 4                    |    |                             |                             |  |  |                                |                                |  |  |                           |                           |  |  |                     |                     |
|  | David Taylor (10)           | David Taylor (10)           | 4                    | 10 |                             |                             |  |  |                                |                                |  |  |                           |                           |  |  |                     |                     |
|  | David Taylor (10)           |                             | 22 y 23 de abril     | 10 |                             |                             |  |  |                                |                                |  |  |                           |                           |  |  |                     |                     |
|  | Dene O'Kane                 | 4                           |                      |    |                             |                             |  |  |                                |                                |  |  |                           |                           |  |  |                     |                     |
|  | Dene O'Kane                 | 4                           | Steve Davis (1)      | 13 |                             |                             |  |  |                                |                                |  |  |                           |                           |  |  |                     |                     |
|  | 13 y 14 de abril            |                             | Steve Davis (1)      | 13 |                             |                             |  |  |                                |                                |  |  |                           |                           |  |  |                     |                     |
|  |                             | Terry Griffiths (8)         | 8                    |    |                             |                             |  |  |                                |                                |  |  |                           |                           |  |  |                     |                     |
|  | Alex Higgins (9)            | Terry Griffiths (8)         | 8                    | 10 |                             |                             |  |  |                                |                                |  |  |                           |                           |  |  |                     |                     |
|  | Alex Higgins (9)            | 18 y 19 de abril            |                      | 10 |                             |                             |  |  |                                |                                |  |  |                           |                           |  |  |                     |                     |
|  | Dean Reynolds               | 4                           |                      |    |                             |                             |  |  |                                |                                |  |  |                           |                           |  |  |                     |                     |
|  | Dean Reynolds               | 4                           | Alex Higgins (9)     | 7  |                             |                             |  |  |                                |                                |  |  |                           |                           |  |  |                     |                     |
|  | 13 y 14 de abril            |                             | Alex Higgins (9)     | 7  |                             |                             |  |  |                                |                                |  |  |                           |                           |  |  |                     |                     |
|  |                             | Terry Griffiths (8)         | 13                   |    |                             |                             |  |  |                                |                                |  |  |                           |                           |  |  |                     |                     |
|  | Terry Griffiths (8)         | Terry Griffiths (8)         | 13                   | 10 |                             |                             |  |  |                                |                                |  |  |                           |                           |  |  |                     |                     |
|  | Terry Griffiths (8)         |                             | 24 y 25 de abril     | 10 |                             |                             |  |  |                                |                                |  |  |                           |                           |  |  |                     |                     |
|  | Rex Williams                | 3                           |                      |    |                             |                             |  |  |                                |                                |  |  |                           |                           |  |  |                     |                     |
|  | Rex Williams                | 3                           | Steve Davis (1)      | 16 |                             |                             |  |  |                                |                                |  |  |                           |                           |  |  |                     |                     |
|  | 14 y 15 de abril            |                             | Steve Davis (1)      | 16 |                             |                             |  |  |                                |                                |  |  |                           |                           |  |  |                     |                     |
|  |                             | Ray Reardon (5)             | 5                    |    |                             |                             |  |  |                                |                                |  |  |                           |                           |  |  |                     |                     |
|  | Ray Reardon (5)             | Ray Reardon (5)             | 5                    | 10 |                             |                             |  |  |                                |                                |  |  |                           |                           |  |  |                     |                     |
|  | Ray Reardon (5)             | 19 y 20 de abril            |                      | 10 |                             |                             |  |  |                                |                                |  |  |                           |                           |  |  |                     |                     |
|  | Eugene Hughes               | 9                           |                      |    |                             |                             |  |  |                                |                                |  |  |                           |                           |  |  |                     |                     |
|  | Eugene Hughes               | 9                           | Ray Reardon (5)      | 13 |                             |                             |  |  |                                |                                |  |  |                           |                           |  |  |                     |                     |
|  | 15 y 16 de abril            |                             | Ray Reardon (5)      | 13 |                             |                             |  |  |                                |                                |  |  |                           |                           |  |  |                     |                     |
|  |                             | Patsy Fagan                 | 9                    |    |                             |                             |  |  |                                |                                |  |  |                           |                           |  |  |                     |                     |
|  | Willie Thorne (12)          | Patsy Fagan                 | 9                    | 6  |                             |                             |  |  |                                |                                |  |  |                           |                           |  |  |                     |                     |
|  | Willie Thorne (12)          |                             | 22 y 23 de abril     | 6  |                             |                             |  |  |                                |                                |  |  |                           |                           |  |  |                     |                     |
|  | Patsy Fagan                 | 10                          |                      |    |                             |                             |  |  |                                |                                |  |  |                           |                           |  |  |                     |                     |
|  | Patsy Fagan                 | 10                          | Ray Reardon (5)      | 13 |                             |                             |  |  |                                |                                |  |  |                           |                           |  |  |                     |                     |
|  | 15 y 16 de abril            |                             | Ray Reardon (5)      | 13 |                             |                             |  |  |                                |                                |  |  |                           |                           |  |  |                     |                     |
|  |                             | Terry Griffiths (8)         | 12                   |    |                             |                             |  |  |                                |                                |  |  |                           |                           |  |  |                     |                     |
|  | John Spencer (13)           | Terry Griffiths (8)         | 12                   | 3  |                             |                             |  |  |                                |                                |  |  |                           |                           |  |  |                     |                     |
|  | John Spencer (13)           | 20 y 21 de abril            |                      | 3  |                             |                             |  |  |                                |                                |  |  |                           |                           |  |  |                     |                     |
|  | John Parrott                | 10                          |                      |    |                             |                             |  |  |                                |                                |  |  |                           |                           |  |  |                     |                     |
|  | John Parrott                | 10                          | John Parrot          | 13 |                             |                             |  |  |                                |                                |  |  |                           |                           |  |  |                     |                     |
|  | 16 y 17 de abril            |                             | John Parrot          | 13 |                             |                             |  |  |                                |                                |  |  |                           |                           |  |  |                     |                     |
|  |                             | Kirk Stevens (4)            | 6                    |    |                             |                             |  |  |                                |                                |  |  |                           |                           |  |  |                     |                     |
|  | Kirk Stevens (4)            | Kirk Stevens (4)            | 6                    | 10 |                             |                             |  |  |                                |                                |  |  |                           |                           |  |  |                     |                     |
|  | Kirk Stevens (4)            |                             | 27 y 28 de abril     | 10 |                             |                             |  |  |                                |                                |  |  |                           |                           |  |  |                     |                     |
|  | Ray Edmonds                 | 8                           |                      |    |                             |                             |  |  |                                |                                |  |  |                           |                           |  |  |                     |                     |
|  | Ray Edmonds                 | 8                           | Steve Davis (1)      | 17 |                             |                             |  |  |                                |                                |  |  |                           |                           |  |  |                     |                     |
|  | 16 y 17 de abril            |                             | Steve Davis (1)      | 17 |                             |                             |  |  |                                |                                |  |  |                           |                           |  |  |                     |                     |
|  |                             | Dennis Taylor (11)          | 18                   |    |                             |                             |  |  |                                |                                |  |  |                           |                           |  |  |                     |                     |
|  | Cliff Thorburn (3)          | Dennis Taylor (11)          | 18                   | 10 |                             |                             |  |  |                                |                                |  |  |                           |                           |  |  |                     |                     |
|  | Cliff Thorburn (3)          | 20 y 21 de abril            |                      | 10 |                             |                             |  |  |                                |                                |  |  |                           |                           |  |  |                     |                     |
|  | Mike Hallett                | 8                           |                      |    |                             |                             |  |  |                                |                                |  |  |                           |                           |  |  |                     |                     |
|  | Mike Hallett                | 8                           | Cliff Thorburn (3)   | 13 |                             |                             |  |  |                                |                                |  |  |                           |                           |  |  |                     |                     |
|  | 16 de abril                 |                             | Cliff Thorburn (3)   | 13 |                             |                             |  |  |                                |                                |  |  |                           |                           |  |  |                     |                     |
|  |                             | Bill Werbeniuk (14)         | 3                    |    |                             |                             |  |  |                                |                                |  |  |                           |                           |  |  |                     |                     |
|  | Bill Werbeniuk (14)         | Bill Werbeniuk (14)         | 3                    | 10 |                             |                             |  |  |                                |                                |  |  |                           |                           |  |  |                     |                     |
|  | Bill Werbeniuk (14)         |                             | 22 y 23 de abril     | 10 |                             |                             |  |  |                                |                                |  |  |                           |                           |  |  |                     |                     |
|  | Joe Johnson                 | 8                           |                      |    |                             |                             |  |  |                                |                                |  |  |                           |                           |  |  |                     |                     |
|  | Joe Johnson                 | 8                           | Cliff Thorburn (3)   | 5  |                             |                             |  |  |                                |                                |  |  |                           |                           |  |  |                     |                     |
|  | 15 de abril                 |                             | Cliff Thorburn (3)   | 5  |                             |                             |  |  |                                |                                |  |  |                           |                           |  |  |                     |                     |
|  |                             | Dennis Taylor (11)          | 13                   |    |                             |                             |  |  |                                |                                |  |  |                           |                           |  |  |                     |                     |
|  | Dennis Taylor (11)          | Dennis Taylor (11)          | 13                   | 10 |                             |                             |  |  |                                |                                |  |  |                           |                           |  |  |                     |                     |
|  | Dennis Taylor (11)          | 19 y 20 de abril            |                      | 10 |                             |                             |  |  |                                |                                |  |  |                           |                           |  |  |                     |                     |
|  | Silvino Francisco           | 2                           |                      |    |                             |                             |  |  |                                |                                |  |  |                           |                           |  |  |                     |                     |
|  | Silvino Francisco           | 2                           | Dennis Taylor (11)   | 13 |                             |                             |  |  |                                |                                |  |  |                           |                           |  |  |                     |                     |
|  | 14 y 15 de abril            |                             | Dennis Taylor (11)   | 13 |                             |                             |  |  |                                |                                |  |  |                           |                           |  |  |                     |                     |
|  |                             | Eddie Charlton (6)          | 6                    |    |                             |                             |  |  |                                |                                |  |  |                           |                           |  |  |                     |                     |
|  | Eddie Charlton (6)          | Eddie Charlton (6)          | 6                    | 10 |                             |                             |  |  |                                |                                |  |  |                           |                           |  |  |                     |                     |
|  | Eddie Charlton (6)          |                             | 24, 25 y 26 de abril | 10 |                             |                             |  |  |                                |                                |  |  |                           |                           |  |  |                     |                     |
|  | John Campbell               | 3                           |                      |    |                             |                             |  |  |                                |                                |  |  |                           |                           |  |  |                     |                     |
|  | John Campbell               | 3                           | Dennis Taylor (11)   | 16 |                             |                             |  |  |                                |                                |  |  |                           |                           |  |  |                     |                     |
|  | 13 y 14 de abril            |                             | Dennis Taylor (11)   | 16 |                             |                             |  |  |                                |                                |  |  |                           |                           |  |  |                     |                     |
|  |                             | Tony Knowles (2)            | 5                    |    |                             |                             |  |  |                                |                                |  |  |                           |                           |  |  |                     |                     |
|  | Jimmy White (7)             | Tony Knowles (2)            | 5                    | 10 |                             |                             |  |  |                                |                                |  |  |                           |                           |  |  |                     |                     |
|  | Jimmy White (7)             | 18 y 19 de abril            |                      | 10 |                             |                             |  |  |                                |                                |  |  |                           |                           |  |  |                     |                     |
|  | Wayne Jones                 | 4                           |                      |    |                             |                             |  |  |                                |                                |  |  |                           |                           |  |  |                     |                     |
|  | Wayne Jones                 | 4                           | Jimmy White (7)      | 13 |                             |                             |  |  |                                |                                |  |  |                           |                           |  |  |                     |                     |
|  | 13 y 14 de abril            |                             | Jimmy White (7)      | 13 |                             |                             |  |  |                                |                                |  |  |                           |                           |  |  |                     |                     |
|  |                             | Tony Meo (10)               | 11                   |    |                             |                             |  |  |                                |                                |  |  |                           |                           |  |  |                     |                     |
|  | Tony Meo (10)               | Tony Meo (10)               | 11                   | 10 |                             |                             |  |  |                                |                                |  |  |                           |                           |  |  |                     |                     |
|  | Tony Meo (10)               |                             | 22 y 23 de abril     | 10 |                             |                             |  |  |                                |                                |  |  |                           |                           |  |  |                     |                     |
|  | John Virgo                  | 6                           |                      |    |                             |                             |  |  |                                |                                |  |  |                           |                           |  |  |                     |                     |
|  | John Virgo                  | 6                           | Jimmy White (7)      | 10 |                             |                             |  |  |                                |                                |  |  |                           |                           |  |  |                     |                     |
|  | 12 y 13 de abril            |                             | Jimmy White (7)      | 10 |                             |                             |  |  |                                |                                |  |  |                           |                           |  |  |                     |                     |
|  |                             | Tony Knowles (2)            | 13                   |    |                             |                             |  |  |                                |                                |  |  |                           |                           |  |  |                     |                     |
|  | Doug Mountjoy (15)          | Tony Knowles (2)            | 13                   | 10 |                             |                             |  |  |                                |                                |  |  |                           |                           |  |  |                     |                     |
|  | Doug Mountjoy (15)          | 17, 18 y 19 de abril        |                      | 10 |                             |                             |  |  |                                |                                |  |  |                           |                           |  |  |                     |                     |
|  | Murdo MacLeod               | 5                           |                      |    |                             |                             |  |  |                                |                                |  |  |                           |                           |  |  |                     |                     |
|  | Murdo MacLeod               | 5                           | Doug Mountjoy (15)   | 6  |                             |                             |  |  |                                |                                |  |  |                           |                           |  |  |                     |                     |
|  | 12 de abril                 |                             | Doug Mountjoy (15)   | 6  |                             |                             |  |  |                                |                                |  |  |                           |                           |  |  |                     |                     |
|  |                             | Tony Knowles (2)            | 13                   |    |                             |                             |  |  |                                |                                |  |  |                           |                           |  |  |                     |                     |
|  | Tony Knowles (2)            | Tony Knowles (2)            | 13                   | 10 |                             |                             |  |  |                                |                                |  |  |                           |                           |  |  |                     |                     |
|  | Tony Knowles (2)            |                             |                      | 10 |                             |                             |  |  |                                |                                |  |  |                           |                           |  |  |                     |                     |
|  | Tony Jones                  | 8                           |                      |    |                             |                             |  |  |                                |                                |  |  |                           |                           |  |  |                     |                     |
|  | Tony Jones                  | 8                           |                      |    |                             |                             |  |  |                                |                                |  |  |                           |                           |  |  |                     |                     |

### Final
La tabla muestra cómo discurrió la final. En cada mesa, se indican los puntos conseguidos por cada jugador y, entre paréntesis, aquellas tacadas de más de cincuenta que consiguiesen:
| Al mejor de 35 mesas. Crucible Theatre (Sheffield), 27 y 28 de abril. Árbitro: John Williams |                 |                 |                 |                             |                             |                             |                             |                    |                    |                    |                    |
| Steve Davis (1)                                                                              | Steve Davis (1) | Steve Davis (1) | Steve Davis (1) | 17-18                       | 17-18                       | 17-18                       | 17-18                       | Dennis Taylor (11) | Dennis Taylor (11) | Dennis Taylor (11) | Dennis Taylor (11) |
| Primera sesión: 7-0                                                                          |                 |                 |                 |                             |                             |                             |                             |                    |                    |                    |                    |
| Mesa                                                                                         | 1               | 2               | 3               | 4                           | 5                           | 6                           | 7                           | 8                  | 9                  | 10                 | 11                 |
| Davis                                                                                        | 88              | 93 (87)         | 49              | 65                          | 95 (55)                     | 85 (66)                     | 83 (58)                     | —                  | —                  | —                  | —                  |
| Taylor                                                                                       | 50 (50)         | 0               | 2               | 38                          | 1                           | 6                           | 20                          | —                  | —                  | —                  | —                  |
| Segunda sesión: 2-7 (9-7)                                                                    |                 |                 |                 |                             |                             |                             |                             |                    |                    |                    |                    |
| Mesa                                                                                         | 1               | 2               | 3               | 4                           | 5                           | 6                           | 7                           | 8                  | 9                  | 10                 | 11                 |
| Davis                                                                                        | 121 (64, 57)    | 49              | 76 (57)         | 48                          | 27                          | 19                          | 1                           | 0                  | 48                 | —                  | —                  |
| Taylor                                                                                       | 0               | 59              | 27              | 63                          | 75 (61)                     | 99 (98)                     | 71 (70)                     | 100 (56)           | 77                 | —                  | —                  |
| Tercera sesión: 4-4 (13-11)                                                                  |                 |                 |                 |                             |                             |                             |                             |                    |                    |                    |                    |
| Mesa                                                                                         | 1               | 2               | 3               | 4                           | 5                           | 6                           | 7                           | 8                  | 9                  | 10                 | 11                 |
| Davis                                                                                        | 25              | 72              | 66              | 45                          | 2                           | 1                           | 64                          | 58                 | —                  | —                  | —                  |
| Taylor                                                                                       | 68 (53)         | 43              | 58              | 80                          | 73 (57)                     | 80 (55)                     | 56                          | 46                 | —                  | —                  | —                  |
| Cuarta sesión: 4-7 (17-18)                                                                   |                 |                 |                 |                             |                             |                             |                             |                    |                    |                    |                    |
| Mesa                                                                                         | 1               | 2               | 3               | 4                           | 5                           | 6                           | 7                           | 8                  | 9                  | 10                 | 11                 |
| Davis                                                                                        | 86 (86)         | 43              | 78 (66)         | 29                          | 4                           | 29                          | 66                          | 81                 | 47                 | 24                 | 62                 |
| Taylor                                                                                       | 13              | 82 (61)         | 17              | 84 (70)                     | 72 (57)                     | 83 (79)                     | 6                           | 0                  | 75                 | 71 (57)            | 66                 |
| 87                                                                                           | 87              | 87              | 87              | tacada más alta             | tacada más alta             | tacada más alta             | tacada más alta             | 98                 | 98                 | 98                 | 98                 |
| 0                                                                                            | 0               | 0               | 0               | centenas                    | centenas                    | centenas                    | centenas                    | 0                  | 0                  | 0                  | 0                  |
| 12                                                                                           | 12              | 12              | 12              | tacadas de más de 50 puntos | tacadas de más de 50 puntos | tacadas de más de 50 puntos | tacadas de más de 50 puntos | 10                 | 10                 | 10                 | 10                 |
| Dennis Taylor gana el Campeonato Mundial de Snooker de 1985                                  |                 |                 |                 |                             |                             |                             |                             |                    |                    |                    |                    |

## Legado

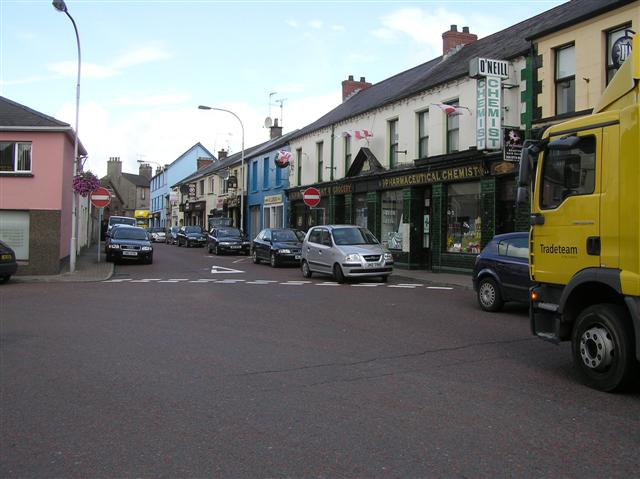
Vista de Coalisland, localidad natal de Dennis Taylor, que vio cómo hasta diez millares de personas se echaban a la calle para recibirlo a su regreso tras el triunfo en el torneo

Al regresar a Irlanda del Norte, diez mil personas recibieron a Taylor en un desfile que hizo a través de su Coalisland natal a bordo de un Land Rover. Estuvo acompañado de su esposa y sus tres hijos y vistió una túnica de honor. Más tarde, firmaría un contrato de cinco años con Barry Hearn para que fuera su mánager. Varios medios de comunicación, en su cobertura del torneo, acusaron a Steve Davis de ser «mal perdedor» por haberse mantenido en silencio o respondido con apenas monosílabos ante las preguntas planteadas por el periodista David Vine en la rueda de prensa que siguió a la final. El programa Spitting Image usó aquella situación para hacer una sátira de Davis. El partido se mantiene como la retransmisión deportiva más vista de la historia del Reino Unido y como el programa con más telespectadores de la BBC Two.
La BBC revisitó y redistribuyó la final en diferentes formatos. Cuatro meses después del torneo, en agosto de 1985, BBC Video lanzó un vídeo con los momentos más destacados del partido; fue uno de los más vendidos de todo el año. En la final del Campeonato Mundial de Snooker de 2010, con motivo del vigesimoquinto aniversario, Taylor y David recrearon la última mesa, con John Virgo de comentarista. Jugaron a modo de exhibición, y ambos intentaren recrear los tiros que habían hecho cuando solo quedaba la bola negra sobre la mesa. El documental When Snooker Ruled the World, también producido por la BBC, revisitó todo el torneo de 1985, con especial hincapié en la final. Otro documental, de una hora de duración y titulado Davis v Taylor: The '85 Black Ball Final, estuvo presentado por Colin Murray y contó con entrevistas a amigos y familiares de Taylor.
En la final del Campeonato Mundial de Snooker de 2015, Davis presentó en la BBC un juego titulado Celebrity Black Ball Final, en el que varias figuras prominentes de diferentes ámbitos trataron de emular los dos últimos tiros del partido; entre ellas, estuvieron Rebecca Adlington, Joey Essex, Russel Watson, Ricard Osman y Josh Widdicombe. Según una encuesta impulsada por la BBC en 2017, esta final se mantiene como el «momento más memorable» de la historia del Crucible, con más de la mitad de los votos. Le siguió el 147 que Ronnie O'Sullivan consiguió en poco más de cinco minutos en 1997. Al año siguiente, Davis volvió a perder en la final, esta vez contra Joe Johnson, pero sumaría otros tres títulos, en 1987, 1988 y 1989. Taylor no alcanzó la final nunca más; en 1986, cayó presa de la «maldición del Crucible», pues perdió contra Mike Hallett en la primera ronda.

## Centenas
Los jugadores consiguieron amasar un total de catorce centenas a lo largo de la fase final del campeonato. El 143 de Bill Werbeniuk en su partido de primera ronda contra Joe Johnson fue el tercero más alto de la historia de la cita, igualado con el de Willie Thorne de 1982; solo quedó por debajo de la tacada máxima de Cliff Thorburn de 1983 y el 145 de Doug Mountjoy de 1981. Tony Knowles, sin embargo, falló la negra final en una tacada de 137, por lo que, de haberla entronerado, habría conseguido un 144 en los cuartos de final, en los que se medía con Jimmy White. La que sigue es una lista de todas las centenas que se registraron en el torneo:
- 143 — Bill Werbeniuk
- 137, 117 — Tony Knowles
- 128, 117 — Dennis Taylor
- 123 — Tony Meo
- 114, 108 — Jimmy White
- 114 — John Parrott
- 106, 105, 100 — Steve Davis
- 103 — Cliff Thorburn
- 101 — Neal Foulds

### Rondas clasificatorias
La tacada más alta del clasificatorio la consiguió Danny Fowler con un 137 en su victoria por 10-0 frente a Jim Donnelly en la cuarta ronda. Estas fueron todas las centenas de aquella fase:
- 137 — Danny Fowler
- 134 — Steve Newbury
- 132 — Bernie Mikkelsen
- 119 — John Virgo
- 110, 101 — Bob Chaperon
- 109 — Neal Foulds
- 107 — Dave Chalmers
- 104 — Tony Jones
- 100 — Steve Longworth